# Brommahöjden

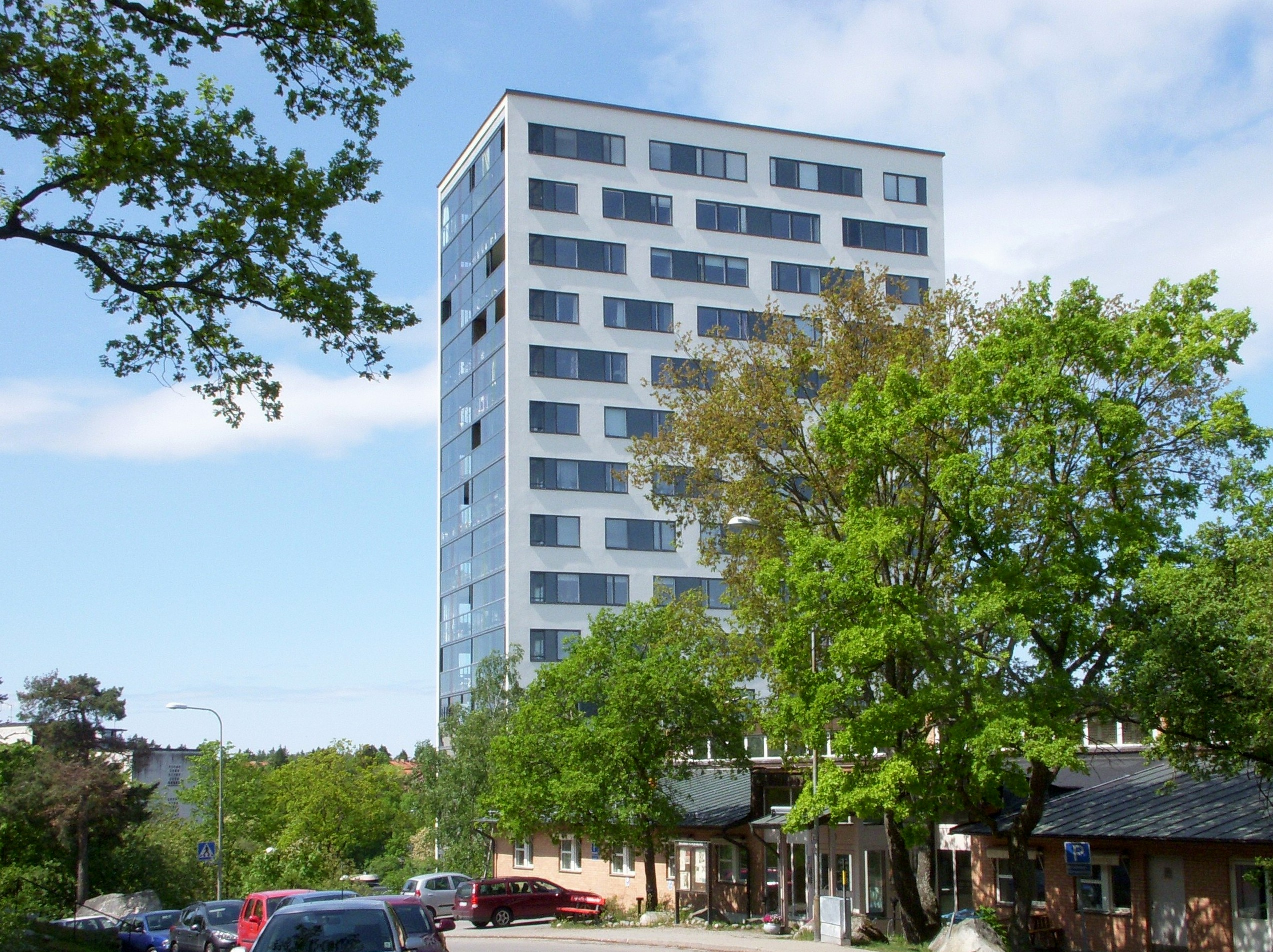
Brommahöjden i maj 2011

Brommahöjden (även Höghuset Brommaplan) är ett höghus (punkthus) på Kapplandsvägen 6 vid Brommaplan, Åkeslund i Stockholm, uppfört av NCC 2007-2008 för bostadsrättsföreningen Brommahöjden efter ritningar av arkitekt Per Johanson vid arkitektkontoret Joliark.

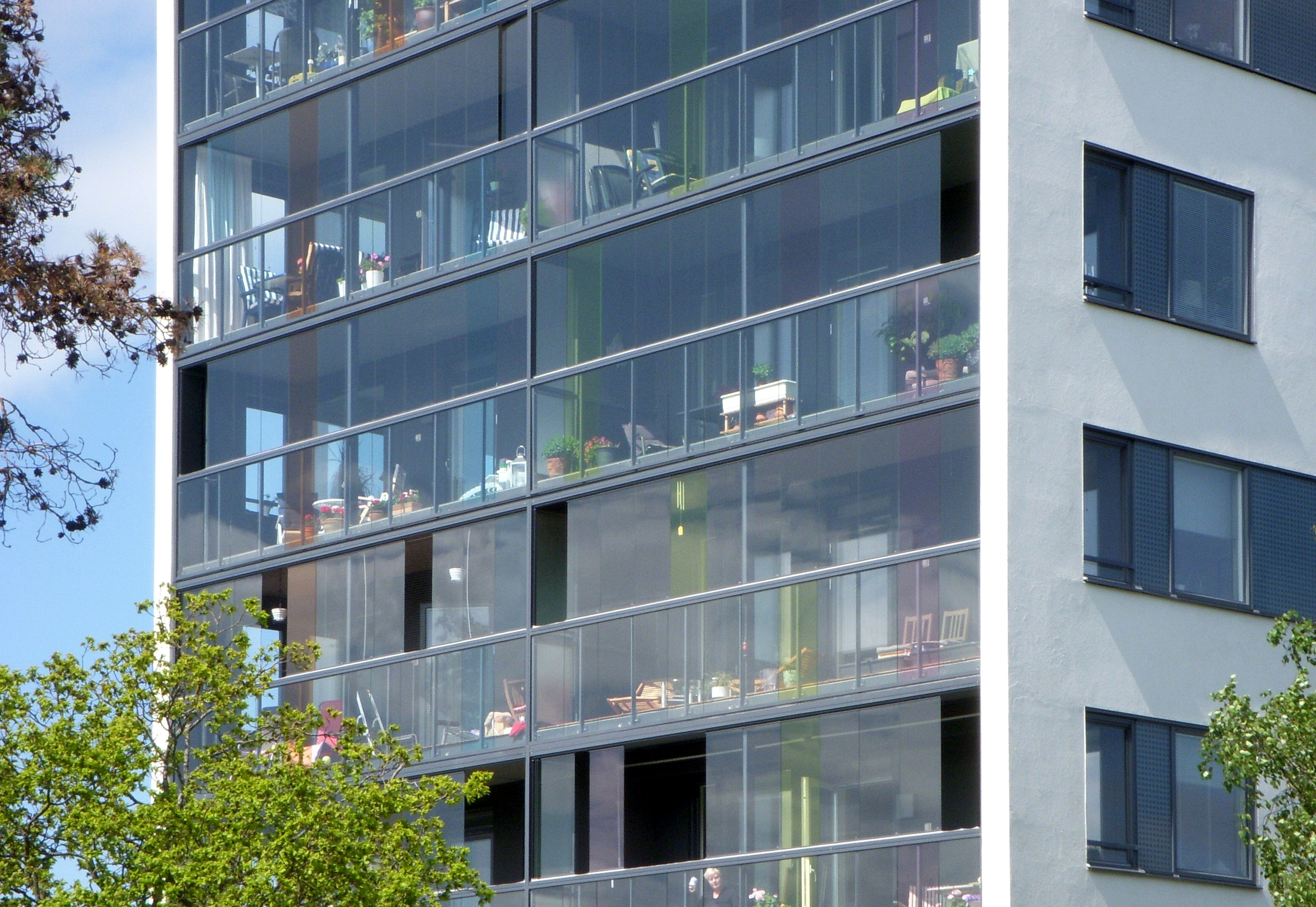
Fasaddetalj

Byggnaden omfattar 44 lägenheter och är 16 våningar högt. Ett syfte har varit att visuellt binda ihop den äldre bebyggelsen runt rondellen vid Brommaplan, med den nyare expanderade centrumbebyggelsen söder om tunnelbanan.
Byggnaden ligger på nordsidan av en liten kulle, ett stycke kuperad naturmark, som hade förblivit obebyggd, och den ligger mellan centrumbebyggelsen och smalhusområdet Åkeslund och intill tunnelbanestationen. Huset är riktat mot Brommaplans centrumpunkt. Varje våningsplan innehåller endast tre lägenheter, det är för att skapa en smal siluett. Lägenheternas storlek varierar mellan två och fyra rum och kök. Hela vägen upp är planstrukturen densamma. Fördelningen av lägenheternas uppbyggnad är flexibel och detta gör att antal lägenheter varierar från våning till våning.
På morgonen och på kvällen då solen står lågt speglar den sig i gavelsidornas glas. Några av husets balkongglas är pastellfärgade för att skapa en lekfullhet i fasaden, och skapar kontrast mot de slutna vita långsidorna där fönstren bildar ett abstrakt regelbundet mönster. Gavelsidornas vita fasadrand som omger balkongglasen fortsätter över taket, vilket gör att huset på håll kan se ut som ett upp- och nervänt U.
När NCC sålde lägenheterna under 2007 låg det genomsnittliga kvadratmeterpriset på 34 500 kronor. Byggnaden nominerades till Årets Stockholmsbyggnad 2010 och hamnade i slutomröstningen på plats fem.